# 스마일 마스크 증후군

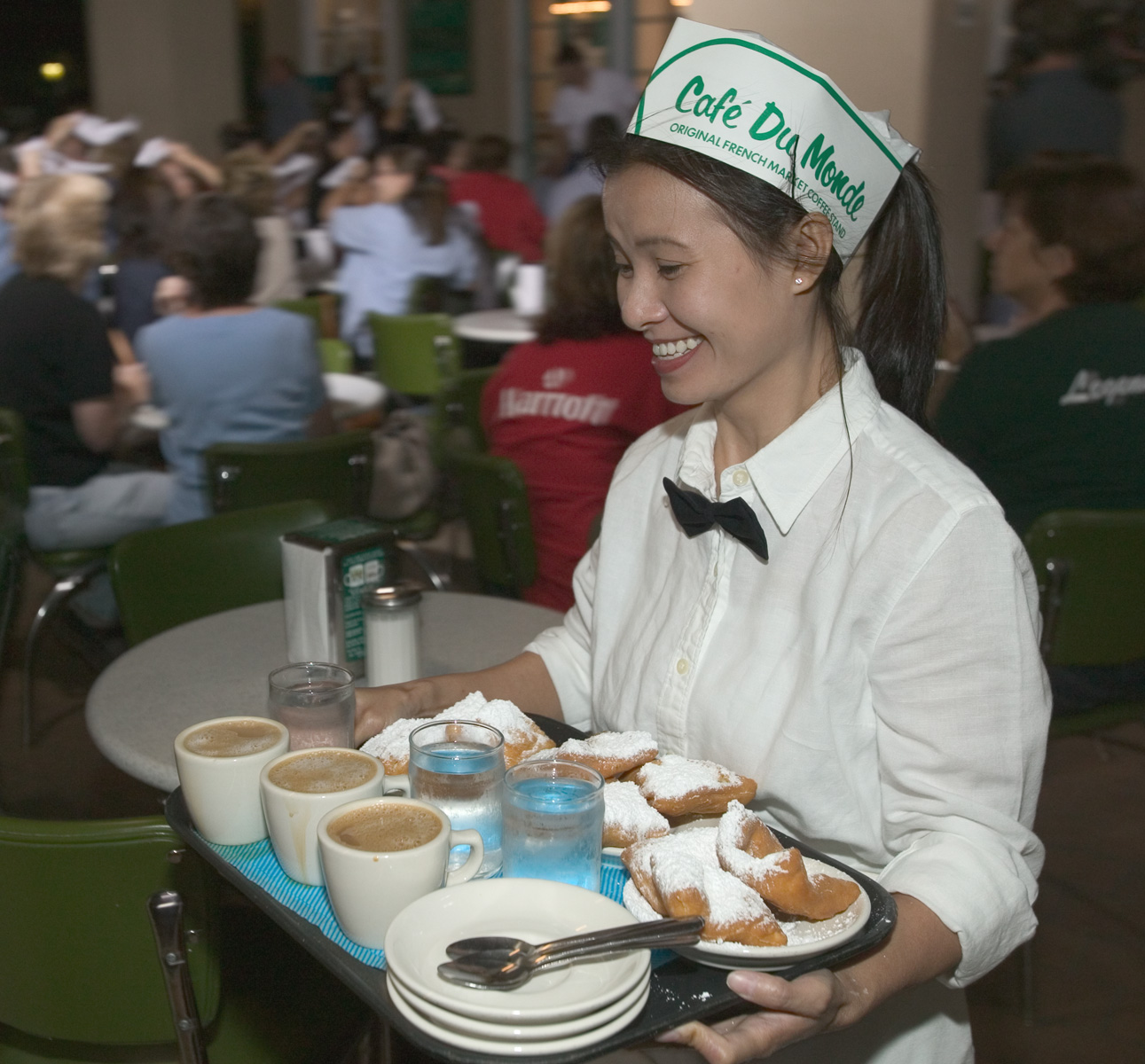
식당의 한 웨이터 여성 직원이 고객에게 미소와 긍정적인 감정을 보이는 등 긍정을 표출할 것으로 예견된다.

스마일 마스크 증후군(smile mask syndrome) 또는 스마일 가면 증후군(일본어: スマイル仮面症候群, 간단히 SMS)은 오사카 쇼인 여자 대학의 나츠메 마코토 교수가 제안한 정신 질환으로, 장기간의 부자연스러운 미소로 말미암아 우울증과 신체 질환을 발전시키는 증후군이다. 나츠메 교수는 자신의 실험 중에 대학교 학생들을 상담한 다음 수많은 학생들이 교수에게 스트레스와 화가 나는 경험과 관련되더라도 그들이 미소를 짓고 있다는 것을 인지하지 못한 채 가짜 미소를 짓는데 많은 시간을 들이는 것을 눈치챈 이후 이 질병을 제안하였다. 나츠메 교수는 일본의 서비스 산업에서 미소 짓기가 특히 젊은 여성들에게 매우 중요하다는 것을 그 이유로 보았다.
미소를 짓는 일은 서비스 산업에서 일하는 일본 여성들에게 중요한 스킬이다. 일본의 거의 모든 서비스 산업 기업들은 여성 직원이 오랜 시간 미소를 지을 것을 요구한다. 나츠메 교수는 자신의 여성 환자들이 대화의 주제가 자신들의 일터에 대한 것일 때 미소의 중요성에 관해 종종 이야기한다고 말한다. 그는 미소가 고용 여부에 관계 없이 큰 영향을 미친다고 느낀다고 말하는 환자들을 예시로 들었다. 나츠메 교수에 따르면 이 분위기는 종종 여성들이 오랜 기간 부자연스럽게 미소를 짓게 만들며 감정을 억제하기 시작하고 우울증에 빠지게 만든다.
겉으로는 웃지만, 속으로는 늘 우울해하고 식욕, 성욕 등이 떨어지는 증상을 보인다. 적절히 해소하지 않으면 정신적 스트레스에 시달리게 되며 심해지면 자살하는 예도 있다. 나츠메 교수는 친하지도 않은 사람들에게 자신의 솔직한 모습을 보여주기 싫어하기 때문에 생기는 경우가 많으며, 복잡한 인간 관계, 경쟁, 과도한 업무 등도 원인으로 작용하고 있다고 규명했다.

## 같이 보기
- 혼네와 다테마에